# Nääs ekhagar
Nääs ekhagar este o arie protejată (arie specială de conservare — SAC, sit de importanță comunitară — SCI) din Suedia întinsă pe o suprafață de 99,8 ha, integral pe uscat.

## Localizare
Centrul sitului Nääs ekhagar este situat la coordonatele 57°48′51″N 12°23′09″E / 57.8141°N 12.3857°E.

## Înființare
Situl Nääs ekhagar a fost declarat sit de importanță comunitară în iunie 1996 pentru a proteja 1 specie de animale. Situl a fost protejat și ca arie specială de conservare în martie 2011.

## Biodiversitate
Situată în ecoregiunea boreală, aria protejată conține 3 habitate naturale: Pajiști fino-scandinave uscate până la mezice, bogate în specii de altitudine mică, Pășuni din zone de pădure fino-scandinave, Pajiști cu Molinia pe soluri calcaroase, turboase sau argilos-nămoloase (Molinion caeruleae).
La baza desemnării sitului se află o specie protejată de  nevertebrate: Osmoderma eremita.